# Озида
Озѝда (на италиански: Osidda; на сардински: Osìdde, Озиде) е село и община в Южна Италия, провинция Нуоро, автономен регион и остров Сардиния. Разположено е на 650 m надморска височина. Населението на общината е 266 души (към 2010 г.).